# Мармарош (комітат)
Комітат Мармарош (лат. Comitatus Maramarosiensis, угор. Máramaros vármegye, рум. Comitatul Maramureș, рос. Комитат Мармарош, словац. Marmarošská župa) — історичний комітат (жупа) в північно-східній частині колишнього Угорського королівства.
Українська назва — Мармароський комітат (Мармароська жупа).
Нині його територія розділена між Закарпатською областю України та повітом Мармарош Румунії.
Адміністративним центром комітату спочатку (XIV століття) було місто Хуст, пізніше — Мармарош-Сигіт.
Історія шаянських вод пов'язана з віковою історією Мармароша.

## Географія
Займав басейн верхньої Тиси.

## Історія
Після утворення ЗУНР українська етнічна частина комітату повинна була увійти до її складу згідно з «Тимчасовим основним законом» від 13 листопада 1918 року.
Після поразки Австро-Угорщини у Першій світовій війні та її розпаду у 1918 р., згідно з Тріанонським договором 1920 року, північна частина комітату відійшла до Чехословацької республіки, південна — до Румунського королівства.
У складі Чехословацької республіки територія адміністративно ввійшла до складу Підкарпатської Русі.
1938 — чехословацька частина ввійшла до Карпатської України, 1939-го — проголосила незалежність, але була тимчасово захоплена Угорським королівством, 1944-го — зайнята Червоною Армією.
1945 — у складі Закарпатської України північна частина Мармарошу відійшла до УРСР.
З 1991 року північна частина Мармарошу належить до незалежної України (колишні округи Долга, Хуст, Окремезьо, Тарацкез, Течьо (окрім сіл Малий Тячів, П'ятра, Ремети), Тисавельдь (окрім села Вишівська Долина) та північна (на північ від річки Тиса) частина округу Сігет).

## Населення
Згідно з переписом 1910 року на території комітату Мармарош жили:
- Українці (русини): 159 489 (44,7%)
- Угорці: 52 964 (14,9%)
- Румуни: 84 510 (23,7%)
- Німці: 59 552 (16,7%)

## Адміністративний поділ

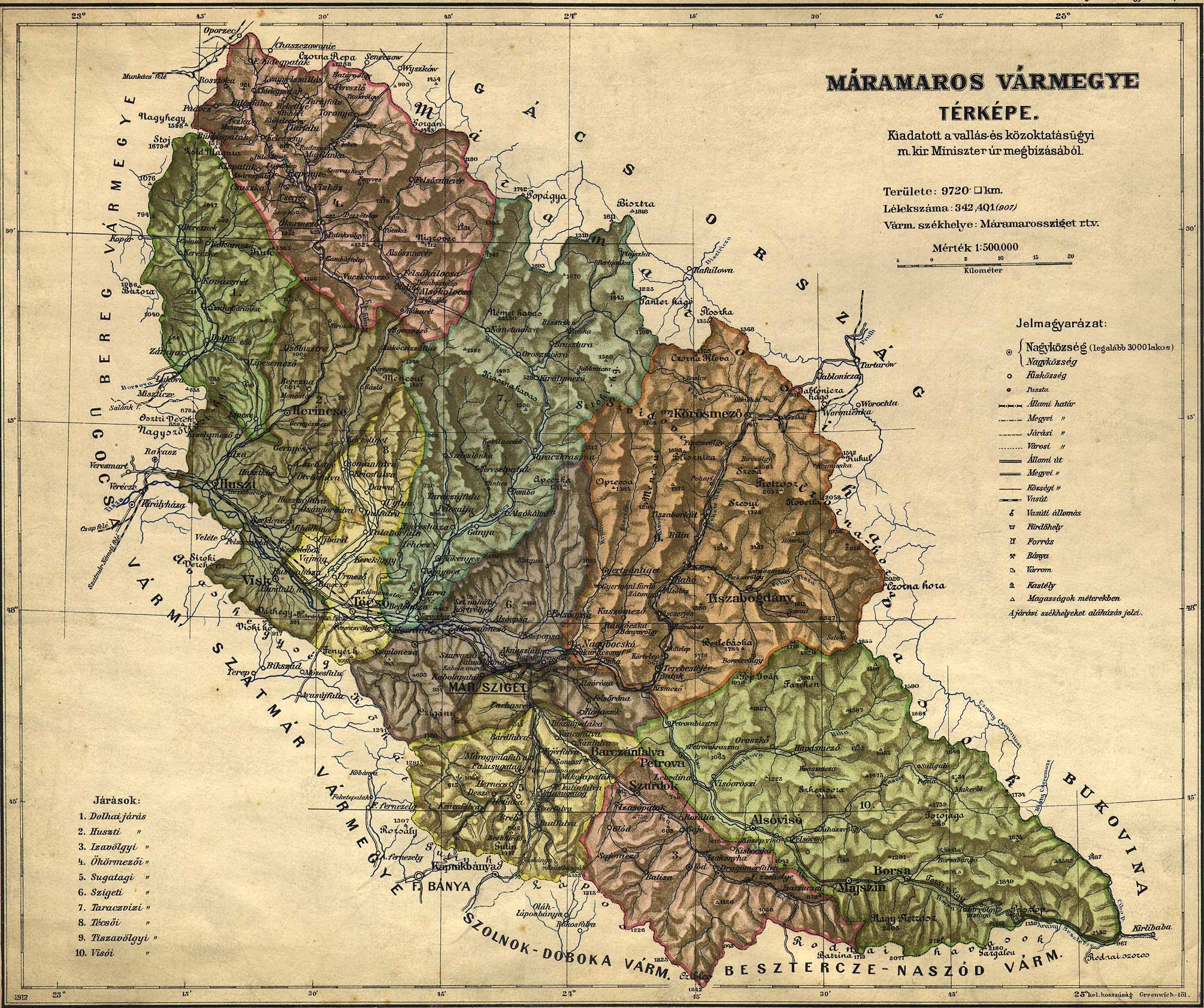
Мапа округів комітату Мармарош, 1910 рік

| Округи                  | Округи                  |
| Округ                   | Адм. центр              |
| ----------------------- | ----------------------- |
| Долга                   | Довге, Україна          |
| Хуст                    | Хуст, Україна           |
| Іжавельдь               | Драгомірешть, Румунія   |
| Окермезьо               | Міжгір'я (смт), Україна |
| Шудатаг                 | Окна Шудатаг, Румунія   |
| Сігет                   | Мармарош-Сигіт, Румунія |
| Тарацкез                | Тересва, Україна        |
| Течьо                   | Тячів, Україна          |
| Тисавельдь              | Рахів, Україна          |
| Вішк                    | Вішеу де Сус, Румунія   |
| Міста                   |                         |
| Мармарош-Сигіт, Румунія |                         |